# 음향 복사력 임펄스 영상
음향 복사력 임펄스 영상은 초음파 영상장비에서 발생하는 음향신호에 의해 발생하는 복사압에 의한 대상 물체의 변형 정도를 측정함으로써 탄성 영상을 얻는 기법을 말한다. 기존의 의료 초음파에서는 탄성 영상을 얻기 위해서 영상 조작시에 손이나 진동기로 프로브를 움직여 변형력을 가함으로써 이에 따른 조직의 변형 정도로부터 탄성 영상을 계산한다. 하지만 이 기법은 피부에 가한 변형력의 영향이 미치지 못하는 체내 깊숙한 곳의 장기에는 적용할 수 없다. 간 등 체내 깊은 곳의 탄성 영상을 얻기 위해서는 음향 복사력 (acoustic radiation force)을 이용해 직접 조직을 변형시켜 탄성 영상을 측정하는데, 이를 음향 복사력 임펄스 영상이라고 한다.

## 원리
음파는 일반적인 전자기파와는 달리, 압력이 직접 전달되는 과정을 통해 진행한다. 따라서, 음향 복사압은 방사파가 있는 경우는 항상 존재한다. 이때, 음파의 매질인 조직의 특성에 의해 조직의 변위의 위상과 음파의 위상 사이에 위상차가 발생하면 방사파의 운동량이 전단파의 운동량으로 전달되게 된다. 위상차의 정도에 따라, 위상차가 180도일 때 이 운동량 전달이 가장 크고, 180도에서 벗어날수록 운동량 전달이 줄어드는데, 조직의 변위를 측정함으로써 그 정도를 알 수 있다. 음향 복사력 임펄스 영상에서는 기존의 트랜스듀서를 이용해 별도의 초음파 빔을 발생시킴으로써 변형력을 인가한다. 초음파 영상에서 발생하는 조직의 변위는 수~수십 마이크로미터인데, 일반적으로 복사압 인가 전후의 초음파의 RF 신호의 상관관계를 통해 변위를 측정한다.
주어진 음속 c (m/s), 초음파 흡수계수 {\displaystyle \alpha } (Np/m), 초음파 출력 I (W/m2)에 대해 음향 복사력 F (kg s-2cm-2)은 다음과 같이 주어진다:
{\displaystyle |F|={\frac {2\alpha I}{c}}.}
이 복사력이 탄성이 있는 조직에 작용해 일어나는 변형의 정도를 측정함으로써 훅 법칙을 통해 조직의 탄성 영상을 얻을 수 있다.

## 참고 문헌
1. ↑  K. Nightingale et al, Acoustic Radiation Force Impulse Imaging:
In Vivo Demonstration of Clinical Feasibility, Ultrasound in Medicine and Biology, 2001
2. ↑  최승민, 박정만, 권성재, 정목근, 고속 음향 복사압 임펄스 영상법, 한국음향학회지 13(3) 151--160, 2012.